# Hans Jensen (politiker, 1817-1903)
 For alternative betydninger, se Hans Jensen. (Se også artikler, som begynder med Hans Jensen)
Hans Jensen (født 22. december 1817 i Kundby ved Holbæk, død 26. januar 1903) var en dansk gårdmand og politiker.
Hans Jensen var søn af gårdfæster Jens Nielsen. Han drev sin mosters gård i Kundby Sogn 1832-1840. Herefter han var værnepligtig underofficer. Han fæstede en gård i Kundby i 1847 og arvefæstede den i 1869 fra Baroniet Løvenborg. Gården blev overtaget af en svigersøn i 1890.
Han blev valgt til sogneforstanderskabet i 1851 og var dets formand 1852-1873. Han sad i amtsrådet i Holbæk Amt i 1853 som suppleant og som medlem 1856-1880. Han var voldgiftsmand fra 1850 ved blandt andet sager om hoveriafløsning. Han havde også en række bestyrelsesposter.
Jensen blev valgt til Folketinget ved valget 26. februar 1853 i Holbæk Amts 2. kreds (Svinningekredsen) efter A.F. Tscherning, men genopstillede ikke ved valget i maj 1853. Fra 4. juni 1866 til 12. oktober 1866 var han valgt til Folketinget i Frederiksborg Amts 5. valgkreds (Frederikssundkredsen), og fra 12. oktober 1866 blev han igen valgt i Svinningekredsen og igen efter Tscherning. Han blev genvalgt indtil han trak sig tilbage 25. april 1876. Jensen var tillige medlem af Rigsrådets Folketing for Svinningekredsen 1864-1866.